# Charlie Weimers
Charlie Andreas Weimers, född 12 november 1982 i Hammarö församling i Värmlands län, är en svensk politiker. Han är medlem i Sverigedemokraterna sedan september 2018. Han var tidigare medlem i Kristdemokraterna och KDU mellan 1998 och 2018, dessförinnan i Moderaterna och MUF.
Han är ledamot av Europaparlamentet sedan EU-valet 2019 och sitter med i partigruppen ECR för konservativa och anti-federalistiska partier.

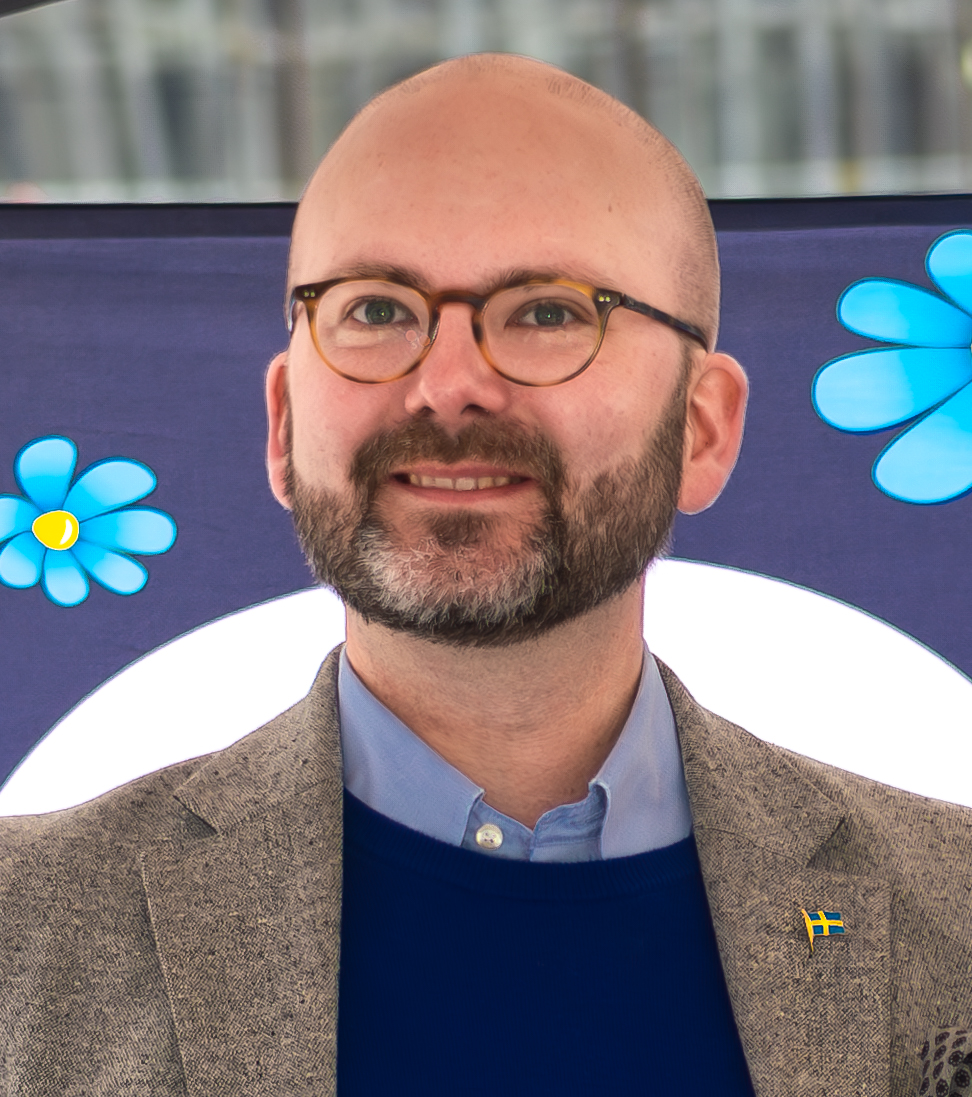
Charlie Weimers kampanjar på Sergels torg i Stockholm inför Europaparlamentsvalet 2019.

I Europaparlamentet är han ledamot i utrikesutskottet (AFET) och Irakdelegationen. Han är även ersättare i utskottet för medborgerliga fri- och rättigheter samt rättsliga och inrikes frågor (LIBE) och USA-delegationen.
Weimers har tidigare varit förbundsordförande för Kristdemokratiska ungdomsförbundet (KDU) åren 2008–2011. Han var även vice ordförande för Europeiska folkpartiets ungdomsförbund (YEPP) åren 2007–2009. Han var kommunalråd i Hammarö åren 2011–2014, och arbetade samtidigt deltid som politiskt sakkunnig åt socialminister Göran Hägglund. Åren 2014–2018 arbetade han som stabschef för kristdemokraten Lars Adaktusson i Europaparlamentet. Han lämnade KD i september 2018 för att gå över till Sverigedemokraterna.

## Utbildning
Weimers har en kandidatexamen i statsvetenskap från Karlstads universitet. Han tog examen 2007.

## Politisk karriär

### Moderaterna
Under 1990-talet var Weimers medlem i Moderaterna och Moderata ungdomsförbundet (MUF) och har även där haft förtroendeuppdrag.

### Kristdemokraterna
År 1998 blev Weimers medlem i Kristdemokraternas ungdomsförbund Kristdemokratiska Ungdomsförbundet (KDU). Åren 2000–2001 och 2003–2004 var han distriktsordförande för KDU-Värmland och valdes in i KDU:s förbundsstyrelse under riksmötet 2003 i Karlstad. Han förlorade valet om förbundsordförandeposten till Ella Bohlin vid KDU:s riksmöte i Örebro den 6 maj 2005 med röstsiffrorna 79–76, trots att han föreslagits av valberedningen. Vid riksmötet i Göteborg 2008 vann han dock över Matilda Stålbert med röstsiffrorna 58–47.
År 2000 startade Weimers tillsammans med Philip Wildenstam och Björn Herstad det värdekonservativa nätverket Engelbrekt, som splittrades 2001.
Weimers var kommunfullmäktigeledamot från 2002 och gruppledare från 2006. År 2002 valdes han in i kommunfullmäktige i Hammarö kommun genom personligt röstetal; i valet fick han flest personröster av partiets kandidater (10,55 procent av partiets röster). I 2006 års kommunval i Hammarö fick han 12,75 procent av Kristdemokraternas röster. År 2010 fick han flest personkryss av samtliga partiers kandidater i kommunen (39,1 procent). Weimers blev 2010 kommunalråd då valresultatet för första gången i Hammarös historia innebar icke-socialistisk majoritet. Weimers var kandidat i riksdagsvalet 2010 i Värmlands läns valkrets. Hans huvudfrågor var lag och ordning, familjernas situation och småföretagarpolitik.
Åren 2008–2011 var Weimers förbundsordförande för Kristdemokratiska Ungdomsförbundet (KDU). Han har också varit vice ordförande i Europeiska folkpartiets ungdomsförbund (YEPP). Weimers är före detta kommunalråd i Hammarö kommun på deltid samt har arbetat som politisk sakkunnig åt socialminister Göran Hägglund i regeringen Reinfeldt.
Weimers deklarerade i januari 2011 att han inte tänkte fortsätta som förbundsordförande för KDU. Han efterträddes av Aron Modig vid riksmötet i Eskilstuna i juni 2011. Mellan 2014 och 2018 arbetade Weimers som stabschef för kristdemokraten Lars Adaktusson i Europaparlamentet.
Weimers uteslöts ur Kristdemokraterna den 6 september 2018 med omedelbar verkan efter att han meddelat sin anslutning till Sverigedemokraterna.

### Sverigedemokraterna

Weimers (till höger) i Europaparlamentet i Bryssel den 20 mars 2025 med den rumänske AUR-ledaren George Simion.

Den 6 september 2018 blev Weimers medlem i Sverigedemokraterna efter ett flertal värvningsförsök. Han uppgav Kristdemokraternas migrationspolitik som en av anledningarna till partibytet. Han blev invald till Europaparlamentsvalet 2019 som tredjenamn på Sverigedemokraternas vallista.
Weimers har tillsammans med Jimmie Åkesson föreslagit en ny svensk EU-strategi för att stoppa maktöverföringen till EU, maximera svenskt inflytande och uppnå bättre förhandlingsresultat.

## Politiska ställningstaganden

### Migration
Weimers är medordförande i ECR:s arbetsgrupp för migrationsfrågor. Han har uppmanat EU att bygga en mur vid sin gräns mot Turkiet och anta en stramare migrationspolitik. Weimers har uppmanat EU-kommissionen att ändra sin ståndpunkt och stödja finansiering av fysiska gränshinder. Efter Vitrysslands hybridkrigföring mot Polen, Litauen och Lettland under 2021 och 2022 stöds liknande förslag av ett dussintal EU-medlemsstater. En undersökning i tio EU-medlemsstater som genomfördes i slutet av 2021 visade ett brett stöd från allmänheten för EU-finansiering av fysiska gränshinder.
Han var en tidig förespråkare för den danska planen att flytta asylprocessen från Danmark till länder utanför Europa och kallade det en "win-win"-plan. Weimers hävdar att befolkningstillväxten i Afrika kommer att tvinga fram ett nytt asylsystem i EU och att det bör bygga på principerna i den danska asylplanen. I oktober 2021 presenterade Weimers och SD:s migrationspolitiska talesperson ett krav på att Sverige skulle förhandla om ett undantag av dansk typ från EU:s rättsliga och inrikes samarbete (inklusive migration) för att minska asylmottagandet till noll enligt Sverigedemokraternas visioner.
År 2022 föreslog Weimers att EU snarast skulle lansera omfattande kommunikationskampanjer i australiensisk stil riktade till diasporasamhällen, transitländer och ursprungsländer för att avskräcka från olaglig migration och människosmuggling.

### Ukraina och Putin
Redan innan Rysslands fullskaliga invasion av Ukraina i februari 2022 argumenterade Weimers för att EU bör ge militär utrustning till Ukraina, och att Ryssland bör straffas med hårda sanktioner för det fall de väljer att invadera landet. Efter 2022 års invasion har Weimers varit en stark förespråkare för militärt stöd till Ukraina.
Den 18 oktober 2022 tog Weimers initiativ för att frågan om klassificering av Ryssland som en statlig sponsor av terrorism skulle debatteras i Europaparlamentet. Weimers har därefter varit aktiv för att Europaparlamentet ska rösta för en sådan klassificering. Den 23 november 2022 antog Europaparlamentet en resolution som benämner Ryssland som en terroriststat.
I samband med Rysslands invasion av Ukraina uttalade sig Tino Chrupalla från det tyska högerpopulistiska partiet AfD. Han hyllade förbundskansler Olaf Scholz beslut att inte skicka tunga vapen till Ukraina. Chrupalla krävde vidare att sanktionerna mot Ryssland skulle upphöra. Som svar citerade Weimers den preussiske generalen Carl von Clausewitz: "Erövraren är alltid en fredsälskare: han skulle föredra att ta över vårt land utan motstånd" och kommenterade att "patrioter bör stå med patrioter, inte med imperialister som Vladimir Putin."

### Israel och Palestina
Weimers har besökt Israel flera gånger och har uttalat sig positivt till landets krigföring samt kritiserat Palestinas stöd till terrorism. Under ett anförande i EU-parlamentet 16 januari 2024 sade Wemers "Jag stödjer demokrati och frihet. Jag stödjer Israel."

### Motstånd mot maktöverföringar till EU
För att förhindra ytterligare maktöverföringar till EU, maximera svenskt inflytande och uppnå bättre förhandlingsresultat efterlyste Weimers och Sverigedemokraternas partiledare Jimmie Åkesson år 2023 en ny EU-strategi.
De föreslår införandet av ett folkomröstningslås modellerat efter den brittiska European Union Act 2011 och kräver att ett svenskt EU-utträde ska möjliggöras genom att ta bort referenser till medlemskap i konstitutionen för att signalera till Bryssel att Sverige är villigt att lämna bordet. De vill också att en kader av förhandlare ska utbildas och att det ska utredas hur Brexit kunde ha genomförts på ett bättre sätt. Sverigedemokraterna vill att de negativa effekterna av EU-medlemskapet ska begränsas genom att granska vilka direktiv som tidigare regeringar har guldpläterat, och förändra lagstiftningen så att den ligger närmare EU-rättens minimikrav.

I februari 2021 publicerade Weimers en artikel där han argumenterade för ett folkomröstningslås som skulle begränsa maktöverföringarna och uppmanade andra nettobetalande medlemsländer att göra detsamma. I tidningen Fokus skrev han: 
En borgerlig regering bör deklarera att det finns en tydlig och mätbar ekonomisk gräns för vad Sverige är berett att bidra med till EU. För att öka trovärdigheten bör man också offentligt deklarera att det kommer att krävas en folkomröstning innan riksdagen ratificerar ett avtal där denna gräns överskrids eller överträds. Folkomröstningsinstrumentet blir då ett strategiskt instrument som både stärker vår förhandlingsposition och binder våra förhandlare att respektera folkviljan. Strategin kommer att stärkas om andra nettobetalande länder som är tveksamma till ytterligare överstatlighet utfärdar liknande löften.
I oktober 2021 uppmanade Weimers en potentiell framtida konservativ svensk regering att se till att den svenska allmänheten får säga sitt i frågan om utvidgningen av EU till att omfatta länderna på västra Balkan, Albanien, Serbien, Montenegro och Nordmakedonien genom att aktivera ett "folkomröstningslås".

### EU-Taiwanrelationer
Weimers var rapportör för Europaparlamentets allra första betänkande om förbindelserna mellan EU och Taiwan. Betänkandet antogs i utskottet för utrikesfrågor med 60 röster för och 4 emot och efterlyser ett förstärkt partnerskap med Taiwan och en intensifiering av bilaterala investeringar, särskilt i branscher där Taiwan är ledande, såsom halvledare, och upprepar kraven på steg mot ett bilateralt investeringsavtal och ett meningsfullt deltagande för Taiwan i internationella organisationer.
Den första rapporten någonsin antogs i plenum med 580 röster för, 26 emot och 66 nedlagda röster den 21 oktober 2021. Taiwans regering lovordade antagandet av rapporten och kallade den en "historieskapande text, skickligt utarbetad av @weimers, som stakar ut en kurs för utvecklingen av de bilaterala förbindelserna. Den sänder också ett starkt budskap: Taiwan är inte ensamt."
Den kinesiska regeringen reagerade genom att uppmana Bryssel att "rätta till sina misstag". I en debattartikel med rubriken "Radical MEPs whip up anti-China agenda, serve US interests" kallade det kinesiska kommunistparti-ägda Global Times Weimers och andra ledamöter för "radikala bråkmakare" och hävdade att Weimers "länge haft en snedvriden inställning till Kina" med hänvisning till att Weimers krävde en utredning av Kinas hantering av covid-19 i början av 2020.